# 관악중학교
관악중학교(冠岳中學校)는 대한민국 서울특별시 관악구 봉천동에 있는 공립 중학교이다.

## 학교 연혁
- 1981년 2월 25일 : 관악중학교 설립 인가
- 1982년 3월 5일 : 신입생 입학식 1,173명(남 8학급, 여 9학급)
- 1985년 2월 13일 : 제1회 졸업식 1,176명(남 553명, 여 623명)
- 2004년 3월 2일 : 서울시교육청지정 양궁시범학교 운영
- 2007년 3월 2일 : 서울시교육청지정 좋은 학교만들기 자원학교 운영
- 2018년 2월 2일 : 제34회 졸업식 142명(남 80명, 여 62명) 졸업생 누계 16,194명(남 8,491명, 여 7,704명)
- 2023년 1월 5일 : 제39회 졸업식 91명(남 56명, 여 35명)
- 2023년 3월 1일 : 제15대 고효선 교장 취임

## 참고 자료
- 관악중학교 - 한국교육학술정보원 학교알리미